# Амелия
Вижте пояснителната страница за други значения на Амелия.
Амелия (на италиански: Amelia) е град и община в Централна Италия. Град Амелия се намира в област (регион) Умбрия на провинция Терни. На около 95 км южно от Амелия е столицата Рим, на 11 км на изток е град Нарни. На 23 км също в източна посока провинциалният център Терни. Третият голям град от провинцията Орвието се намира на около 40 км на северозапад от Амелия. Най-прекият път до Тиренско море е около 100 км на югозапад до курортния град Чивитавекия, като се минава през град Витербо. Население 11 833 жители от преброяването през 2007 г.

## Личности
Родени
- Аугусто Вера (1813 – 1885), философ
- Бартоломео Фератини (1534 – 1606), кардинал

## Побратимени градове
- Жоани, Франция от 2005 г.
- Стилида, Гърция от 2002 г.
- Чивитавекия, Италия от 1995 г.